# Milford, Indiana
Milford är en ort i Kosciusko County i delstaten Indiana, USA.